# Петља (филм из 2015)
Петља је српски филм из 2015. године у режији Милутина Петровића. Премијера је одржана 2. марта 2015. године на  ФЕСТ-у у Дому Синдиката. Филм је посвећен делу Љубомира Шимунића, аутора авангардних филмова и фотографија.

## Радња
Експериментални филм инспирисан стваралаштвом Љубомира Шимунића, истакнутог аутора авангардних филмова и фотографија из седамдесетих и осамдесетих година прошлог века. „Петља“ представља визуелну студију еротике у филму, истражујући њено место и значење кроз призму утицаја Холивуда и европског андерграунда. У духу београдске школе алтернативног филма, ово дело кроз специфичне елементе филмског језика прати трагање за некадашњим шаманом седме уметности – великим чаробњаком филмске слике, Шиметом.

## Улоге
| Глумац              | Улога             |
| ------------------- | ----------------- |
| Саша Радојевић      | Саша              |
| Љума Пенов          | Марина            |
| Ања Поповић         | Шиметов модел     |
| Иван Зарић          | Иван              |
| Марина Марковић     | Фризерка Нада     |
| Даниел Ковач        | Кос               |
| Татјана Венчеловски | Сашина бивша жена |
| Амра Латифић        | Шиметова ћерка    |
| Сандра Милетић      | Александра        |
| Љубомир Шимунић     | Љубомир Шимунић   |